# Rivière Baudan
Der Rivière Baudan ist ein 53 km langer Zufluss der Ungava Bay in der kanadischen Provinz Québec.

## Flusslauf
Der Rivière Baudan entspringt 68 km östlich von Kangiqsualujjuaq auf einer Höhe von 610 m im Nordosten der Labrador-Halbinsel. Er fließt in überwiegend nordwestlicher Richtung durch die Tundralandschaft des Kanadischen Schildes. Mehrere kleinere Seen liegen entlang des Flusslaufes. Der Rivière Baudan mündet schließlich in das Kopfende einer 17 km langen schmalen Bucht, die zur Keglo Bay am Ostrand der Ungava Bay gezählt wird. Der Rivière Baudan entwässert ein Gebiet von 943 km². Das Einzugsgebiet grenzt im Südwesten und im Süden an das des Rivière Koroc sowie im Norden und im Osten an das des Rivière Baudoncourt.